# 더 파데스트
《더 파데스트》(The Farthest), 미국 PBS 방영명 《더 파데스트-우주의 보이저》(The Farthest - Voyager in Space)는 보이저 계획과 1977년에 발사된 두 대의 우주 탐사선인 보이저 1호와 보이저 2호의 역사를 기록한 아일랜드의 다큐멘터리 영화이다. 2013년 보이저 1호는 태양계를 벗어나 성간 공간에 도달한 최초의 인공 물체를 달성했다. 이는 보이저 계획을 인류의 가장 위대한 업적 중 하나로 만들었다. 이야기는 보이저 계획과 관련된 미국 항공 우주국(NASA) 팀원의 증언을 통해 이어진다. 영화는 2017년 2월 26일 더블린 영화제에서 초연되어 관객상을 수상했고, 2017년 8월 22일에 PBS에서 방영되었다.

## 출연
출연진에는 과거 보이저 임무에 참여했거나 현재 참여하고 있는 20명 이상의 과학자, 엔지니어, 팀원 및 미국 항공 우주국 직원이 있다. 그중에는 프랭크 드레이크, 캐럴린 포코, 로렌스 크라우스, 티머시 페리스, 에드워드 스톤, 닉 세이건, 래리 소더블롬, 프랜 배저널, 존 롬버그 등이 있다.

## 평가
평가 웹사이트 로튼 토마토에서는 27개의 평론을 바탕으로 100%의 평점을 기록했으며, 대부분 의견으로 "유익하고 열정적이며 접근하기 쉬운 '더 파데스트'는 가장 현실주의적인 시청자조차도 가끔 경이롭게 우러러보게 만들 것이다."라고 감상했다.
아이리시 타임스의 도널드 클라크는 이 영화에 별 다섯 개 중 네 개를 주며 "다음 세대에게 정보를 줄 훌륭한 영화"라고 평했다. 가디언의 레슬리 펠퍼린 역시 이 영화에 별 다섯 개 중 네 개를 주며 "아일랜드 편집자 출신 감독 이머 레이놀즈가 연출한 이 절묘하고 모범적인 과학 다큐멘터리는 아마도 미국 항공 우주국의 과학적 이해에 대한 가장 훌륭하고 고귀한 기여인 보이저 임무의 풍부하고 매혹적인 이야기를 들려준다"라고 언급했다. 더 할리우드 리포터의 프랭크 셱은 "결론적으로 '더 파데스트'는 예산이 빠듯한 이 시대에 우주 탐사가 무한한 중요성을 갖는다는 것을 환영하고 귀중하게 일깨워준다"고 평했다.
버라이어티의 닉 셰이거는 "'더 파데스트'처럼 자신이 직접 참여하지 않은 일에 대해 자부심을 느끼게 하는 영화는 드물지만, 이 영화는 그 위업을 능숙하게 달성한다"고 썼다. 로스앤젤레스 타임스의 노엘 머레이는 "레이놀즈는 보이저 이야기에 대해 철저하고 직접적인 접근 방식을 취하여 프로젝트에 참여했던 여러 사람들과의 통찰력 있고 예상외로 시적인 인터뷰를 엮어 아카이브 영상과 예술적으로 촬영된 재현 장면을 혼합하여 보여준다"고 관찰했다. 샌안토니오 익스프레스 뉴스의 리처드 A. 마리니는 이 영화를 "매력적이고 영감을 준다"고 평했다.